# Lijst van voormalige gemeenten in Moselle
Dit is een lijst met voormalige gemeenten in het Franse departement Moselle sinds de annexatie van het departement in 1919.

### 2019
- Manderen > Manderen-Ritzing[1]
- Rezonville > Rezonville-Vionville[1]
- Ritzing > Manderen-Ritzing[1]
- Vionville > Rezonville-Vionville[1]

### 2017
- Montoy-Flanville > Ogy-Montoy-Flanville[1]
- Ogy > Ogy-Montoy-Flanville[1]

### 2016
- Colligny > Colligny-Maizery[1]
- Maizery > Colligny-Maizery[1]

### 1987
- Hayange > Hayange en Ranguevaux

### 1985
- Diane-et-Kerprich > Diane-Capelle en Kerprich-aux-Bois

### 1981
- Dédeling > Château-Voué
- Merten > Berviller-en-Moselle, Merten, Rémering en Villing

### 1979
- Loutremange > Condé-Northen

### 1975
- Coutures > Château-Salins

### 1974
- Brettnach > Bouzonville
- Malancourt-la-Montagne > Amnéville
- Villing > Merten[2]
- Vrémy > Failly

### 1973
- Angviller-lès-Bisping > Belles-Forêts*
- Arraincourt > Brulange
- Berviller-en-Moselle > Merten[2]
- Bisping > Belles-Forêts*
- Chémery > Faulquemont
- Desseling > Belles-Forêts*
- Givrycourt > Albestroff
- Guénestroff > Val-de-Bride*
- Guirlange > Gomelange
- Halling-lès-Boulay > Boulay-Moselle
- Holacourt > Brulange
- Insming > Albestroff
- Kerprich-lès-Dieuze > Val-de-Bride*
- Landonvillers > Courcelles-Chaussy
- Munster > Albestroff
- Rémering-lès-Hargarten > Merten[2]
- Réning > Albestroff
- Saint-Bernard > Piblange
- Thonville > Brulange
- Torcheville > Albestroff
- Vaudoncourt > Varize

### 1972
- Diane-Capelle > Diane-et-Kerprich[2]
- Kerprich-aux-Bois > Diane-et-Kerprich[2]
- Ranguevaux > Hayange[2]

### 1971
- Basse-Yutz > Yutz*
- Folpersviller > Sarreguemines
- Freyming > Freyming-Merlebach*
- Haute-Yutz > Yutz*
- Marspich > Hayange
- Merlebach > Freyming-Merlebach*
- Sentzich > Cattenom
- Volstroff > Metzervisse

### 1970
- Garche > Thionville
- Kœking > Thionville
- Œutrange > Thionville
- Saint-Nicolas-en-Forêt > Hayange

### 1969
- Volkrange > Thionville

### 1967
- Biberkirch > Troisfontaines*
- Trois-Fontaines > Troisfontaines*
- Veymerange > Thionville

### 1965
- Dain-en-Saulnois > Rémilly
- Dourd'Hal > Saint-Avold

### 1964
- Neunkirch-lès-Sarreguemines > Sarreguemines
- Welferding > Sarreguemines

### 1962
- Achâtel > Sailly-Achâtel*
- Sailly > Sailly-Achâtel*

### 1961
- Borny > Metz
- Lidrequin > Conthil
- Magny > Metz
- Vallières-lès-Metz > Metz

### 1960
- Bertring > Grostenquin

### 1950
- Hoff > Sarrebourg

### 1947
- Sarreinsberg > Gœtzenbruck

### 1930
- Erzange > Serémange-Erzange*
- Serémange > Serémange-Erzange*